# Reprezentacja Norwegii w unihokeju kobiet
Reprezentacja Norwegii w unihokeju kobiet – drużyna reprezentująca Norwegię w rozgrywkach międzynarodowych w unihokejuu kobiet.

## Historia
Reprezentacja Norwegii swój pierwszy mecz międzypaństwowy rozegrała w 1993 r. Największym sukcesem tej drużyny jest jak dotąd zdobycie dwóch medali brązowych na MŚ w 1997 i 2001 r. oraz srebrnego medalu Mistrzostw Europy w 1995 r. Po ostatnich mistrzostwach w 2015 zespół Norweżek spadł w rankingu IFF na 8. miejsce..

## Udział w imprezach międzynarodowych

### Mistrzostwa Europy
| Rok     | M | Z | R | P | Suma  | +/- | Miejsce   |
| ------- | - | - | - | - | ----- | --- | --------- |
| ME 1995 | 6 | 5 | 0 | 1 | 47:17 | +30 | 2.miejsce |

### Mistrzostwa Świata
| Rok     | M  | Z  | R | P  | Suma    | +/- | Miejsce    |
| ------- | -- | -- | - | -- | ------- | --- | ---------- |
| MŚ 1997 | 6  | 4  | 0 | 2  | 39:19   | +20 | 3.miejsce  |
| MŚ 1999 | 5  | 3  | 0 | 2  | 24:13   | +11 | 4. miejsce |
| MŚ 2001 | 5  | 3  | 0 | 2  | 23:9    | +14 | 3.miejsce  |
| MŚ 2003 | 5  | 3  | 0 | 2  | 23:15   | +8  | 4. miejsce |
| MŚ 2005 | 5  | 2  | 0 | 3  | 27:39   | −12 | 4. miejsce |
| MŚ 2007 | 5  | 1  | 1 | 3  | 23:27   | −4  | 8. miejsce |
| MŚ 2009 | 5  | 2  | 1 | 2  | 29:33   | −4  | 7. miejsce |
| MŚ 2011 | 6  | 4  | 0 | 2  | 21:31   | −10 | 5. miejsce |
| MŚ 2013 | 7  | 3  | 0 | 4  | 30:25   | +5  | 6. miejsce |
| MŚ 2015 | 6  | 2  | 0 | 4  | 19:32   | −13 | 9. miejsce |
| Razem   | 55 | 27 | 2 | 26 | 258:243 | +15 |            |

### Kwalifikacje do MŚ
| Rok  | M | Z | R | P | Suma  | +/- | Miejsce |
| ---- | - | - | - | - | ----- | --- | ------- |
| 2015 | 5 | 3 | 0 | 2 | 37:15 | +22 | 3/6     |